# Миелин

Структура нейрона. Оранжевым цветом показана миелиновая оболочка

Миелин (в некоторых изданиях употребляется некорректная теперь форма миэлин) — структура, формирующаяся множеством слоев плазмолеммы шванновской клетки, образующая миелиновую оболочку нервных волокон.
Миелиновая оболочка — электроизолирующая оболочка, покрывающая отростки многих нейронов. Миелиновую оболочку образуют глиальные клетки: в периферической нервной системе — шванновские клетки, в центральной нервной системе — олигодендроциты. Миелиновая оболочка формируется из плоского выроста тела глиальной клетки, многократно оборачивающего аксон подобно изоляционной ленте. Цитоплазма в выросте практически отсутствует, в результате чего миелиновая оболочка представляет собой, по сути, множество слоёв клеточной мембраны.
Миелин прерывается только в области перехватов Ранвье, которые встречаются через правильные промежутки  0.2 mm – >1 mm. В связи с тем, что ионные токи не могут проходить сквозь миелин, вход и выход ионов осуществляется лишь в области перехватов. Это ведёт к увеличению скорости проведения нервного импульса. Таким образом, по миелинизированным волокнам импульс проводится приблизительно в 5—10 раз быстрее, чем по немиелинизированным.
Из вышесказанного становится ясным, что миелин и миелиновая оболочка являются синонимами. Обычно термин миелин употребляется в биохимии, вообще при упоминании его молекулярной организации, а миелиновая оболочка — в морфологии и физиологии.
Химический состав и структура миелина, произведённого разными типами глиальных клеток, различны. Цвет миелинизированных нейронов — белый, отсюда название «белого вещества» мозга.
Приблизительно на 70—75 % миелин состоит из липидов, на 25—30 % — из белков. Такое высокое содержание липидов отличает миелин от других биологических мембран.
Склерозы, аутоиммунные заболевания, связанные с разрушением миелиновой оболочки аксонов в некоторых нервах, приводят к нарушению координации движения и равновесия.

## Молекулярная организация миелина
Уникальной особенностью миелина является его формирование в результате спирального обвития отростков глиальных клеток вокруг аксонов, настолько плотного, что между двумя слоями мембраны практически не остается цитоплазмы. Миелин представляет собой эту двойную мембрану, то есть состоит из липидного бислоя и белков, связанных с ним.
Среди белков миелина выделяют так называемые внутренние и внешние белки. Внутренние интегрированы в мембрану, внешние расположены поверхностно, и поэтому связаны с ней слабее. Миелин также содержит гликопротеины и гликолипиды.
Белки составляют 25—30 % массы сухого вещества миелиновой оболочки нейронов ЦНС млекопитающих. На долю липидов приходится приблизительно 70—75 % от сухой массы головного мозга. В миелине спинного мозга процент содержания липидов выше, чем в миелине головного. Большую часть липидов составляют фосфолипиды (43 %), остальное — холестерин и галактолипиды в примерно равном соотношении.

## Миелинизация аксонов
В образовании миелиновой оболочки и структуре миелина ЦНС и периферической нервной системы имеются различия.

### Миелинизация в ЦНС
Обеспечивается олигодендроцитами. Каждый олигодендроцит образует несколько «ножек», каждая из которых оборачивает часть какого-либо аксона. В результате один олигодендроцит связан с несколькими нейронами. Перехваты Ранвье здесь шире, чем на периферии. Согласно исследованию 2011 г., мощную миелиновую изоляцию в мозге получают наиболее активные аксоны, что позволяет им далее работать ещё эффективнее. Важную роль в этом процессе играет сигнализатор глутамат.

### Миелинизация в периферической НС
Обеспечивается шванновскими клетками. Каждая шванновская клетка формирует спиральные пластинки миелина и отвечает лишь за отдельный участок миелиновой оболочки отдельного аксона. Цитоплазма шванновской клетки остается только на внутренней и наружной поверхностях миелиновой оболочки. Между изолирующими клетками также остаются перехваты Ранвье, которые здесь уже, чем в ЦНС.
Так называемые «немиелинизированные» волокна все равно изолированы, но по несколько иной схеме. Несколько аксонов частично погружены в изолирующую клетку, которая не смыкается вокруг них до конца.
Установлено, что более поздняя миелинизация аксонов, продолжающаяся у человека даже во взрослом возрасте, сильно отличает его от шимпанзе и других приматов.

## Миелин и спорт
Исследование Карлоса Матуте (Университет Страны Басков), опубликованное в Nature Metabolism, зафиксировало изменения в мозге 10 марафонцев после забегов в Испании в 2022-2023 годах. Сканирование методом магнитно-резонансной томографии (МРТ), выполненное за 48 часов до и после соревнований, выявило статистически значимое снижение уровня миелина – жирового вещества, изолирующего нервные клетки, – в 12 областях головного мозга. Уровни миелина вернулись к исходным значениям в течение двух месяцев после забегов. Эти наблюдения указывают на возможное участие миелиновых липидов в энергетическом метаболизме мозга в условиях высоких нагрузок.